# Igreja de Nossa Senhora da Oliveira (Fajã de Cima)

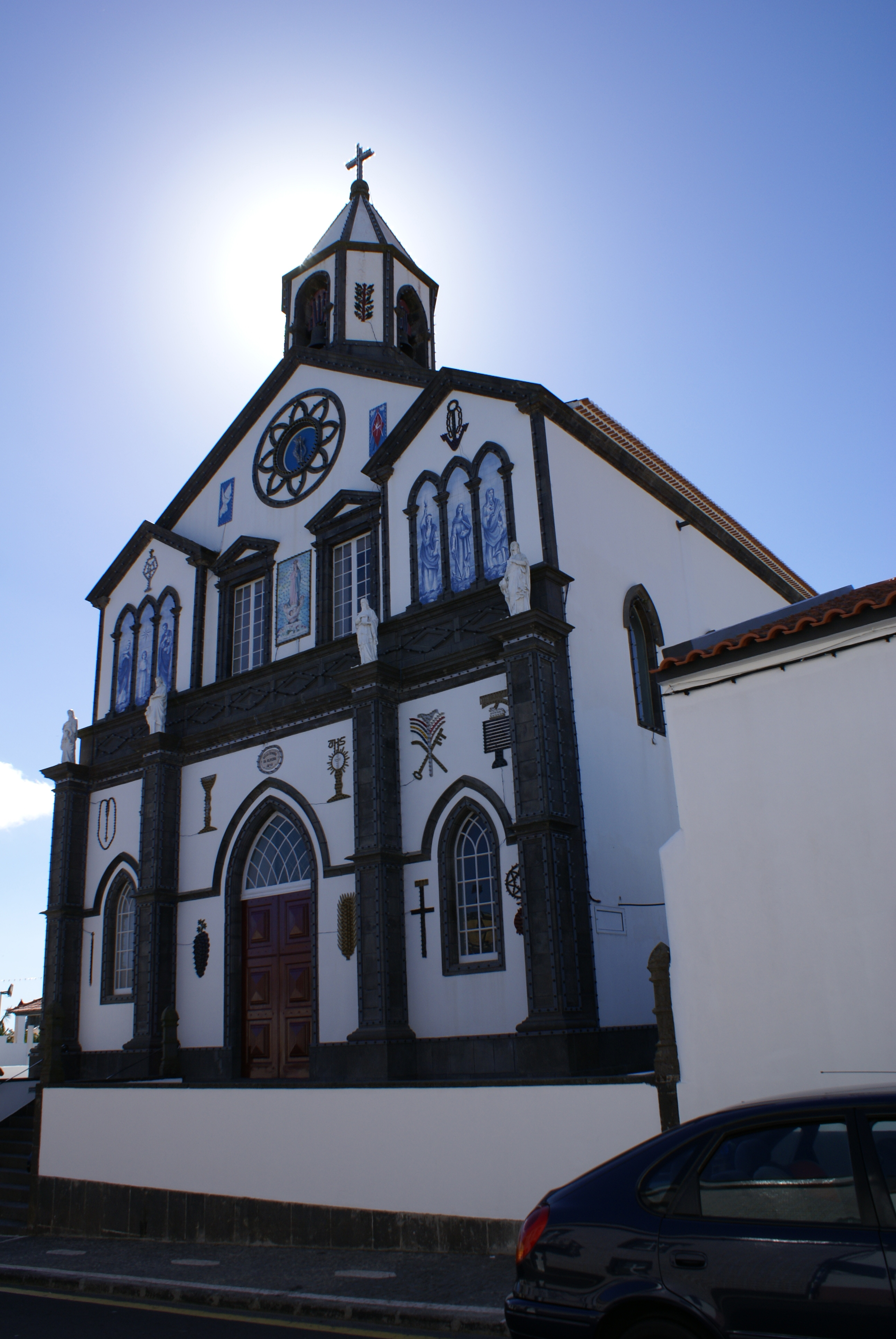
Igreja de Nossa Senhora da Oliveira.

A Igreja de Nossa Senhora da Oliveira (Fajã de Cima) é um templo português localizado na freguesia da Fajã de Cima, concelho de Ponta Delgada, ilha açoriana de São Miguel.
A actual igreja é resultante de uma ermida que existiu nesta localidade sob a mesma invocação e cuja data de licença de construção data do dia 23 de Fevereiro de 1726.
Assim, pode verificar-se que apesar da actual igreja manter a mesma invocação é mais recente, sendo que a sua construção teve inicio em 1856 e a sua benzedura aconteceu em 1870.
A nível arquitectónico é de destacar a fachada que com a imposição de quatro estátuas em mármore que representam os santos evangelistas, valorizou bastante a mesma.